# Frat Pack
De Frat Pack is de bijnaam van een groep van mannelijke acteurs. De naam werd voor het eerst gebruikt in 2004 en is een afgeleide van Rat Pack.

## Leden
De volgende acteurs worden meestal tot de Frat Pack gerekend:
- Jack Black
- Ben Stiller
- Will Ferrell
- Vince Vaughn
- Luke Wilson
- Owen Wilson

Soms wordt Steve Carell ook een lid genoemd, hoewel hij maar in één officiële Frat Pack-film heeft gespeeld: Anchorman: The Legend of Ron Burgundy. Sommigen vinden namelijk dat Bewitched en The 40 Year Old Virgin, waar hij in speelt, Frat Pack-films zijn, maar dat zijn ze niet.

## Films
Het zijn vaak dezelfde regisseurs die Frat Pack-films maken. Bijvoorbeeld Todd Phillips en Adam McKay hebben meerdere films geregisseerd. Ook Jay Roach heeft er enkele geregisseerd.
Films (alfabetische volgorde)
- Anchorman: The Legend of Ron Burgundy (2004)
- Bongwater (1997)
- Bottle Rocket (1996)
- The Cable Guy (1996)
- DodgeBall: A True Underdog Story (2004)
- Envy (2004)
- Meet the Fockers (2004)
- Meet the Parents (2000)
- Old School (2003)
- Orange County (2002)
- Permanent Midnight (1998)
- The Royal Tenenbaums (2001)
- Starsky & Hutch (2004)
- The Suburbans (1999)
- Tenacious D in the Pick of Destiny (2006)
- Wedding Crashers (2005)
- The Wendell Baker Story (2005)
- Zoolander (2001)